# Нагой, Григорий Фёдорович
Григорий Фёдорович Нагой (? – 1608) — брат царицы Марии Фёдоровны Нагой, московский дворянин, воевода, боярин, младший из двух сыновей боярина Ф. Ф. Нагого-Федца.

## Биография
Впервые упомянут в чине свадьбы Ивана Грозного и своей сестры — Марии (1581). Состоял ключником при сосланной в Углич царицы (1584). На следствии учреждённом по делу об убийстве царевича Дмитрия (1591) заявил что царевич «набрушился сам на нож….почали говорить». Далее он рассказал, что увидел, когда прибежал во двор, где случилось несчастье: «…лежит….царевич ещо жив был и при них представился». Г. Ф. Нагой (единственный из всех Нагих) поддерживал версию о «самозаклании» царевича, возможно, из-за боязни расплаты за то, что вместе с братом Михаилом Фёдоровичем приказал убить Битяговских (приставленных к царевичу Дмитрию), бил Василису Волохову (мамку царевича). В дальнейшем служил воеводой «в Царёве в Санчурском городе» (1604). Во время военных действий между царскими воеводами и И. Болотниковым (1606) под Ельцом, при Василии Шуйском, пытался использовать имя царя Ивана Грозного, чтобы повлиять на умоностроение жителей города, поддерживающих Лжедмитрия. Вдова Ивана Грозного царица-инокиня Марфа Нагая обратилась с личным письмом к ельчанам, призывая их отвернуться от убитого самозванца, который не имел ничего общего с её сыном царевичем Дмитрием. Грамоту в Елец к Г. Ф. Нагому отвезли дядьки царевича Н. и М. Ф. Нагой. Был пожалован в бояре (1606—1608).
Умер в 1608 году. Был женат на дочери окольничего А. П. Клешнина.